# フィリップ・フォン・ヘッセン
フィリップ・フォン・ヘッセン（ドイツ語: Philipp von Hessen, 1896年11月6日 - 1980年10月25日）は、1940年から1980年にかけてヘッセン＝カッセル家の当主であった人物。ナチ党の政権掌握後にヘッセン＝ナッサウ州の知事を務めた。

## 生涯
オッフェンバッハ近くのルンペンハイム城にヘッセン＝カッセル家の公子フリードリヒ・カールとその妃のプロイセン王女マルガレーテの三男として生まれる。すぐ下の弟ヴォルフガングとは双子である。兄二人はともに第一次世界大戦で戦死したため、後継ぎとなった。父は1918年にフィンランド王カールレ1世になったが、同年のドイツ帝国の敗戦によりすぐに退位した。
戦後、フィリップは敗戦の混乱で台頭してきた共産主義者や社会主義者と戦うために「過渡期陸軍」（Übergangsheer）に入隊。1920年から1922年にかけてダルムシュタットの専門大学へ入学し、歴史と建築を勉強した。彼は何度か伯母のギリシャ王妃ソフィアのところへ赴いている。1922年に学位を得ることなく大学での勉強を止め、ベルリンの皇帝フリードリヒ博物館に勤務するようになった。その後はローマへ移住し、インテリアデザイナーとして名を上げた。1925年9月にはイタリア国王ヴィットーリオ・エマヌエーレ3世の次女マファルダと結婚した。主にローマ郊外の王の地所で暮らしていたが、しばしばドイツにも旅行している。イタリア在留中にファシズム運動に強い感銘を覚えた。

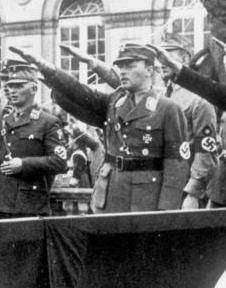
フィリップ（1933年）

1930年10月にドイツへ帰国すると同時に国家社会主義ドイツ労働者党（ナチ党）に入党した。1932年に突撃隊（SA）の隊員となる。なお彼の弟3人もみなナチスに入党し、弟の1人クリストフは親衛隊（SS）に入隊している。アドルフ・ヒトラーがパウル・フォン・ヒンデンブルク大統領より首相に任命された1933年1月30日、フィリップはヒトラーからヘッセン＝ナッサウ州の知事（Oberpräsident）に任命された。さらにナチ党の国会議員ともなった。フィリップは、ヘッセン＝ナッサウ州知事として障害者を安楽死させる計画「T4作戦」に関与した。1941年にはハダマールにサナトリウムを建設させたが、ここでは10,000人の障害者が殺害された。
1943年、イタリアの独断での降伏によりフィリップと妻マファルダは逮捕され、フロッセンビュルク強制収容所へ移送された。マファルダはダッハウ強制収容所へ移送されたが、そこで連合軍の空爆による負傷がもとで死亡している。フィリップは1945年4月にダッハウ強制収容所へ移されたが、間もなくアメリカ軍により解放された。
しかし1946年にはT4作戦に関与したことから戦犯として訴追され、裁判にかけられた。1980年にローマで死去。

## 子女
- モーリッツ（1926年 - 2013年） - ヘッセン大公家・ヘッセン＝カッセル家家長、1964年ザイン＝ヴィトゲンシュタイン＝ベルレブルク侯女タティアナと結婚（1974年離婚）
- ハインリヒ（英語版）（1927年 - 1999年） - フィンランド王位請求者
- オットー（ドイツ語版）（1937年 - 1998年）- 1965年アンゲラ・フォン・デーリングと結婚（1969年離婚）、1988年エリーザベト・ベンカーと再婚（1994年離婚）
- エリーザベト（1940年 - ）- 1962年フリードリヒ・カール・フォン・オッペルスドルフ伯爵と結婚

## 人物
- フィリップは両性愛者であったといい[1]、詩人ジークフリート・サスーン（英語版）と肉体関係を持ったという。